# U.S. Men's Clay Court Championships 2019
Lo U.S. Men's Clay Court Championships 2019, anche conosciuto come Fayez Sarofim & Co. U.S. Men's Clay Court Championships per motivi di sponsorizzazione, è stato un torneo di tennis giocato sulla terra rossa. È stata la 51ª edizione dello U.S. Men's Clay Court Championships, che fa parte della categoria ATP World Tour 250 series nell'ambito dell'ATP Tour 2019. Si è giocato presso il River Oaks Country Club di Houston negli USA dall'8 al 14 aprile 2019.

## Partecipanti

### Teste di serie
| Nazionalità | Giocatore          | Ranking* | Testa di serie |
| ----------- | ------------------ | -------- | -------------- |
| Stati Uniti | Steve Johnson      | 39       | 1              |
| Francia     | Jérémy Chardy      | 42       | 2              |
| Regno Unito | Cameron Norrie     | 55       | 3              |
| Stati Uniti | Reilly Opelka      | 56       | 4              |
| Stati Uniti | Taylor Fritz       | 58       | 5              |
| Stati Uniti | Mackenzie McDonald | 59       | 6              |
| Australia   | Jordan Thompson    | 67       | 7              |
| Stati Uniti | Sam Querrey        | 71       | 8              |

* Ranking al 1º aprile 2019.

### Altri partecipanti
I seguenti giocatori hanno ricevuto una wild card per il tabellone principale:
- Bjorn Fratangelo
- Noah Rubin
- Janko Tipsarević

I seguenti giocatori sono entrati nel tabellone principale passando dalle qualificazioni:

- Daniel Elahi Galán
- Santiago Giraldo
- Peđa Krstin
- Henri Laaksonen

### Ritiri
Prima del torneo
- John Isner → sostituito da  Marcel Granollers
- Nick Kyrgios → sostituito da  Paolo Lorenzi
- Yoshihito Nishioka → sostituito da  Casper Ruud

## Campioni

### Singolare maschile
Cristian Garín ha battuto in finale  Casper Ruud con il punteggio di 7–6(4), 4–6, 6–3.
- È il primo titolo in carriera per Garín.

### Doppio maschile
Santiago González /  Aisam-ul-Haq Qureshi hanno battuto in finale  Ken Skupski /  Neal Skupski con il punteggio di 3–6, 6–4, [10–6].